# Championnats d'Amérique centrale et des Caraïbes d'athlétisme 1969
Les 2es Championnats d'Amérique centrale et des Caraïbes d'athlétisme ont eu lieu à La Havane, à Cuba en 1969.

## Résultats

### Hommes
| Épreuve | Or                         | Or            | Argent                    | Argent        | Bronze                         | Bronze                         |
| --- | -------------------------- | ------------- | ------------------------- | ------------- | ------------------------------ | ------------------------------ |
| 100 m | Hermes Ramírez Cuba        | 10 s 4        | José Triana Cuba          | 10 s 7        | Carl Edmund Panama             | 10 s 8                         |
| 200 m | Hermes Ramírez Cuba        | 21 s 0        | Pedro Fernández Cuba      | 21 s 5        | Carl Edmund Panama             | 21 s 8                         |
| 400 m | Juan Franceschi Porto Rico | 47 s 0        | Garth Case Jamaïque       | 47 s 4        | Antonio Álvarez Cuba           | 47 s 9                         |
| 800 m | Luis Dubouchet Cuba        | 1 min 50 s 1  | Herminio Isaac Porto Rico | 1 min 51 s 5  | Carlos Martínez Mexique        | 1 min 53 s 2                   |
| 1 500 m | Sergio González Mexique    | 3 min 52 s 2  | Carlos Martínez Mexique   | 3 min 53 s 2  | Lázaro Valdivieso Cuba         | 3 min 54 s 8                   |
| 5 000 m | Sergio González Mexique    | 14 min 59 s 4 | Andrés Romero Mexique     | 15 min 00 s 8 | Carlos Báez Porto Rico         | 15 min 37 s 0                  |
| 10 000 m | Sergio González Mexique    | 31 min 13 s 3 | Andrés Romero Mexique     | 31 min 21 s 5 | Felipe Chaviano Cuba           | 32 min 46 s 4                  |
| Semi-marathon | Pablo Garrido Mexique      | 1 h 08 min 53 | Jacinto Sabinal Mexique   | 1 h 11 min 35 | Patricio Larriñaga Cuba        | 1 h 12 min 10                  |
| 3000 m steeple | Antonio Villanueva Mexique | 9 min 04 s 0  | Rigoberto Mendoza Cuba    | 9 min 06 s 6  | Bulmaro Olguín Mexique         | 9 min 08 s 5                   |
| 110 m haies | Juan Morales Cuba          | 14 s 4        | Pedro Fernández Cuba      | 14 s 4        | Richard Davis Panama           | 17 s 0                         |
| 400 m haies | Miguel Olivera Cuba        | 53 s 9        | Juan García Cuba          | 53 s 9        | Richard Davis Panama           | 67 s 0                         |
| Saut en hauteur | Miguel Durañona Cuba       | 1,95 m        | Bernabé Luaces Cuba       | 1,95 m        | Trevor Tennant Jamaïque        | 1,90 m                         |
| Saut à la perche | Roberto Moré Cuba          | 4,52 m        | Jorge Miranda Porto Rico  | 4,10 m        | Guillermo González Porto Rico  | 4,10 m                         |
| Saut en longueur | Ernesto Boy Cuba           | 7,46 m        | David Cruz Porto Rico     | 7,33 m        | Victor Brooks Jamaïque         | 7,31 m                         |
| Triple saut | José Hernández Cuba        | 15,60 m       | Ricardo Carnejo Cuba      | 15,56 m       | Iván Baldayo Venezuela         | 15,44 m                        |
| Lancer du poids | Benigno Hodelín Cuba       | 15,78 m       | Modesto Mederos Cuba      | 15,68 m       | Jorge Marrero Porto Rico       | 14,78 m                        |
| Lancer du disque | Bárbaro Cañizares Cuba     | 54,70 m       | Javier Moreno Cuba        | 50,84 m       | Ignacio Reinosa Porto Rico     | 48,92 m                        |
| Lancer du marteau | Víctor Suárez Cuba         | 56,10 m       | Jesús Fuentes Cuba        | 53,60 m       | Pedro Granell Porto Rico       | 53,56 m                        |
| Lancer du javelot | Salomón Robins Mexique     | 69,98 m       | Francisco Mena Cuba       | 69,70 m       | Julio Loredo Cuba              | 69,50 m                        |
| Décathlon | Jesús Mirabal Cuba         | 6492 pts      | José Díaz Cuba            | 6040 pts      | Pas d’autre médaille attribuée | Pas d’autre médaille attribuée |
| 20 km marche | Pascual Ramírez Mexique    | 1 h 39 min 57 | José Oliveros Mexique     | 1 h 40 min 06 | Euclides Calzado Cuba          | 1 h 41 min 05                  |
| 4 × 100 m | Jamaïque                   | 42 s 2        | Panama                    | 43 s 4        | Pas d’autre médaille attribuée | Pas d’autre médaille attribuée |
| 4 × 400 m | Cuba                       | 3 min 13 s 1  | Jamaïque                  | 3 min 15 s 8  | Panama                         | 3 min 20 s 5                   |
| Records et Performances - AR : Record continental (area record) - CR : Record des championnats (championship record) - MR : Record du meeting (meet record) - NR : Record national (national record) - OR : Record olympique (olympic record) - PR : Record paralympique (paralympic record) - PB : Record personnel (personal best) - SB : Meilleure performance personnelle de la saison (season's best) - WL : Meilleure performance mondiale de l'année (world leader) - WJR : Record du monde junior (world junior record) - WR : Record du monde (world record) Circonstances et Conditions - DNF : N'a pas terminé (did not finish) - DNS : N'a pas pris le départ (did not start) - DQ : Disqualification (disqualification) - NM : Aucun essai valable enregistré (No Mark) - Q : Qualifié « directement » au prochain tour (ou à la prochaine compétition), lors d'une compétition majeure, grâce au classement ou à la réalisation des minima (automatic qualifier) - q : Qualifié au prochain tour (ou à la prochaine compétition), lors d'une compétition majeure, grâce au repêchage ou à la réalisation de l'une des meilleures performances parmi celles des « non qualifiés directement » (grâce au meilleur temps ou à la meilleure distance par exemple) (secondary qualifier) |                            |               |                           |               |                                |                                |

### Femmes
| Épreuve | Or                     | Or           | Argent                | Argent       | Bronze                         | Bronze                         |
| --- | ---------------------- | ------------ | --------------------- | ------------ | ------------------------------ | ------------------------------ |
| 100 m | Miguelina Cobián Cuba  | 11 s 6       | Fulgencia Romay Cuba  | 11 s 8       | Margarita Martínez Panama      | 12 s 8                         |
| 200 m | Miguelina Cobián Cuba  | 23 s 8       | Violeta Quesada Cuba  | 23 s 8       | Margarita Martínez Panama      | 25 s 8                         |
| 400 m | Carmen Trustée Cuba    | 55 s 2       | Aurelia Pentón Cuba   | 55 s 3       | Lucía Quiroz Mexique           | 58 s 5                         |
| 800 m | Carmen Trustée Cuba    | 2 min 12 s 2 | Lucía Quiroz Mexique  | 2 min 14 s 1 | Aurelia Pentón Cuba            | 2 min 14 s 9                   |
| 100 m haies | Lourdes Jones Cuba     | 14 s 7       | Raquel Martínez Cuba  | 14 s 7       | Beatriz Aparicio Panama        | 16 s 5                         |
| Saut en hauteur | Hilda Fabré Cuba       | 1,55 m       | Silvia Tapia Mexique  | 1,55 m       | Lucía Duquet Cuba              | 1,55 m                         |
| Saut en longueur | Marina Samuells Cuba   | 6,08 m       | Marcia Garbey Cuba    | 6,07 m       | Carol Cummings Jamaïque        | 5,52 m                         |
| Lancer du poids | Hilda Ramírez Cuba     | 14,02 m      | Grecia Hamilton Cuba  | 13,95 m      | Guadalupe Lartigue Mexique     | 13,00 m                        |
| Lancer du disque | Carmen Romero Cuba     | 51,41 m      | María Betancourt Cuba | 47,78 m      | Eileen Hibbert Jamaïque        | 38,52 m                        |
| Lancer du javelot | Milagros Bayard Cuba   | 45,28 m      | Tomasa Núñez Cuba     | 42,72 m      | Ana López Panama               | 35,84 m                        |
| Pentathlon | Daisy Hechevarría Cuba | 3974 pts     | Josefa Reyes Cuba     | 3640 pts     | Pas d’autre médaille attribuée | Pas d’autre médaille attribuée |
| 4 × 100 m | Cuba                   | 45 s 9       | Panama                | 50 s 3       | Jamaïque                       | 50 s 8                         |
| Records et Performances - AR : Record continental (area record) - CR : Record des championnats (championship record) - MR : Record du meeting (meet record) - NR : Record national (national record) - OR : Record olympique (olympic record) - PR : Record paralympique (paralympic record) - PB : Record personnel (personal best) - SB : Meilleure performance personnelle de la saison (season's best) - WL : Meilleure performance mondiale de l'année (world leader) - WJR : Record du monde junior (world junior record) - WR : Record du monde (world record) Circonstances et Conditions - DNF : N'a pas terminé (did not finish) - DNS : N'a pas pris le départ (did not start) - DQ : Disqualification (disqualification) - NM : Aucun essai valable enregistré (No Mark) - Q : Qualifié « directement » au prochain tour (ou à la prochaine compétition), lors d'une compétition majeure, grâce au classement ou à la réalisation des minima (automatic qualifier) - q : Qualifié au prochain tour (ou à la prochaine compétition), lors d'une compétition majeure, grâce au repêchage ou à la réalisation de l'une des meilleures performances parmi celles des « non qualifiés directement » (grâce au meilleur temps ou à la meilleure distance par exemple) (secondary qualifier) |                        |              |                       |              |                                |                                |

## Tableau des médailles
| Rang | Nation     | Or | Argent | Bronze | Total |
| ---- | ---------- | -- | ------ | ------ | ----- |
| 1    | Cuba       | 26 | 21     | 8      | 55    |
| 2    | Mexique    | 7  | 7      | 4      | 18    |
| 3    | Porto Rico | 1  | 3      | 5      | 9     |
| 4    | Jamaïque   | 1  | 2      | 5      | 8     |
| 5    | Panama     | 0  | 2      | 9      | 11    |
| 6    | Venezuela  | 0  | 0      | 1      | 1     |